# Julie Hausmann

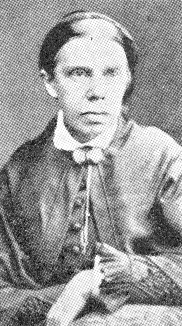
Julie Hausmann

Julie Katharina von Hausmann (Riga, 19 maart 1826 - Võsu, 2 augustus 1901) was een Duitstalige dichteres uit het tsaristische Rusland. Ze is vooral bekend geworden als tekstdichter van geestelijke liederen, waarvan So nimm denn meine Hände (in het Nederlands vertaald als Neem Heer mijn beide handen), op muziek van Friedrich Silcher, geldt als het bekendste.
Hausmann was de dochter van een onderwijzer die op latere leeftijd blind geworden was en voor wie zij, tot zijn dood, de verzorging op zich nam. Daarna woonde zij met haar zusters in Zuid-Frankrijk, Duitsland en Sint-Petersburg. Zij overleed tijdens een vakantie in haar geboorteland. De meeste gedichten die zij schreef, liet zij bescheidensheidshalve niet onder haar eigen naam publiceren. Daarom is een deel van haar oeuvre ten onrechte toegeschreven aan Gustav Knak die zich op haar verzoek belast had met de bezorging van haar teksten.
So nimm denn meine Hände is overal ter wereld, in kringen van de reformatie, een populair gezang. De tekst ervan vraagt om goddelijke leiding en barmhartigheid, nu en in het uur van de dood. Het lied werd - in de Duitstalige versie (volgens Huub Oosterhuis "om hem te eren die als Duitser in staat was Nederlandse oorlogswonden te genezen") - gezongen tijdens de uitvaart van de Nederlandse prins-gemaal Claus van Amsberg.

## Biografie
- Maiblumen. Lieder einer Stillen im Lande. 2 delen, 1862
- Bilder aus dem Leben der Nacht im Lichte des Evangeliums. 1868
- Hausbrot. Schlichte Morgen- und Abend-Andachten. 1899
- Blumen aus Gottes Garten. Lieder und Gedichte. 1902 (postuum uitgegeven verzamelde gedichten)

- Bibsys: 64959
- Gemeinsame Normdatei: 136709680
- International Standard Name Identifier: 0000 0000 5618 3732
- MusicBrainz: 7ceb0f3b-4a1d-44d8-a184-90a65a5a1850
- Virtual International Authority File: 81008805
- WorldCat: E39PBJbCTYRQvqFh6FgCW3yKh3